# Netik
 (octobre 2022).
 (septembre 2022).
Il peut être nécessaire de l'améliorer pour respecter le principe de neutralité de point de vue. Veuillez consulter la page de discussion pour plus de détails.

Netik, aussi appelé DJ Netik, est un DJ, musicien, turntablist et producteur de hip-hop et de musique électronique. Il est à ce jour le DJ français le plus titré dans les compétitions internationales,. Champion du Monde DMC à quatre reprises et deux fois champion d'Europe, il est l'un des seuls DJ's au monde à avoir remporté toutes les catégories aux DMC.

## Biographie
Né à Cannes en 1982, Olivier Brisepierre alias Dj Netik a grandi à Rennes. Passionné de musique, il commence à jouer de la guitare à l'age de 10 ans, il consacre tout son temps libre à la pratique de cet instrument.
En 1995, il découvre la culture HipHop et se passionne pour le deejaying. Il obtient ses premières platines et anime ses premières soirées à l'age de 13 ans. Netik devient Dj pour de nombreux groupes de rap de sa ville, co-anime une émission sur Radio-Campus-Rennes et sort ses premières mix tapes.
Repéré par Jean Louis Brossard, programmateur du Festival des Transmusicales", il se produit sur de grandes scènes dès l'age de 14 ans. En 1997 il participe à l'émission de télé "Captain Café" diffusée sur France 3, animée par Jean-Louis Foulquier.
Sa manière de jouer du Scratch le conduit à intégrer un groupe de Jazz des Pays-Bas "Electric Barbarian",en tant que musicien "Platiniste" à l'age de 16 ans.
En 2001 Netik décide de travailler dur pendant un an, afin de se préparer pour les championnats de France des DJ's. Il remporte le championnat et part pour Londres pour représenter la France aux championnats du Monde. Il décroche alors son premier titre de Champion du Monde à l'age de 19 ans. En 2002 il défend son titre et l'emporte à nouveau, suivis de 2 titres de champion d'Europe,
Au fil des tournées et des rencontres artistiques, il découvre la musique électronique et fonde en 2003 un duo ou se mélangent Scratch, Hip Hop et Drum and Bass, avec son ami Rennais Dj Pat Panik. En 2004, il est invité par le musicien de jazz français Erik Truffaz, pour deux concerts exclusifs a Rennes et un set en direct sur Radio Nova.
En 2006, Netik fait la rencontre d'un producteur nommé « Le Jad », avec lequel il collabore pour créer ce qui deviendra le premier Show de Scratch entièrement produit avec des sons originaux. Il présente ce nouveau show en compétition et empoche son troisième titre de Champion du Monde, avec 13 voix du jury sur 15, un score historique dans les  championnats DMC. Netik devient ainsi le premier DJ Français à remporter la catégorie phare du DMC : Le 6 Minutes,[réf. souhaitée]. Il signe alors avec le producteur de tournées Garance productions.
En 2007, Netik produit son premier Dj Tool Payday, qui sort sur le label Kiff Records. Il participe aux albums de Missill, Elisa Do Brasil, Kenyon... En 2011, il sort son premier EP "Blood Bath", accompagné d'un clip, en featuring avec Mc Youthstar (Chinese Man).
En 2012, Netik participe à la conception musicale du 3e album de la chanteuse Anais Croze: À l'Eau de Javel(sorti chez Universal Music) en tant qu'arrangeur. Il participe aussi à l'album récompensé quatre fois aux victoires de la musique du groupe de DJ'S: C2C, sur le morceau "Le Banquet". Il signe ensuite des Remixes jusqu'en 2013, pour les groupes: Aufgang, Juveniles , Zenzilé & Winston McAnuff et le chanteur de Reggae: Biga Ranx.
En 2014, Netik déménage à Bruxelles.
En 2015, Netik fonde un duo avec Dj Fly. Leurs vidéos virales sur les réseaux cumulent des millions de vues. Ils effectuent une tournée internationale de plus de 100 dates. En 2016, Netik remporte avec Fly le Championnat du Monde DMC par équipe[réf. souhaitée]. Ce sera son quatrième titre mondial, faisant de lui l'un des rares Dj's ayant remporté toutes les catégories des championnats DMC.
En 2017, Netik quitte la Belgique et s'installe à Paris. Il rejoint le Label Excuse My French  et signe avec le producteur de tournées X Ray Production. En 2018, Il se produit au Zénith de Nancy avec Orel San et Nekfeu. En 2019, il se produit lors du Festival El Boulvard Fest dans un stade rempli de plus de 10 000 personnes à Casa Blanca. La même année, il fait la rencontre de la chanteuse Burkinabée Kandy Guira et il intègre son projet artistique qui mélange Musique traditionnelle du Burkina Faso (Faso) et Electro-Pop.
En 2020, Netik profite du confinement pour se concentrer sur la production de son propre album. Au mois de juillet 2020, Netik subit un choc auditif en travaillant dans son home studio.
Souffrant d'acouphènes sévères et d'hyperacousie, Netik annonce officiellement l'arrêt de sa carrière en mai 2022.

## Palmarès
- 2001 :  Champion de France DMC « Battle for World Supremacy »
- 2001 :  Champion du Monde DMC « Battle for World Supremacy »
- 2002 :  Champion du Monde DMC « Battle for World Supremacy »
- 2002 :  Champion d’Europe ITF « Scratch category »
- 2002 :  Champion d’Europe « All Star Beat Down »
- 2006 :  Champion du Monde DMC en individuel.
- 2006 :  Ortofon Hall of Fame - Platinium Award - Pour la contribution a la communauté internationale des Dj's
- 2016 :  Champion du Monde DMC en équipe avec Dj Fly

## Discographie
- 1995 : Netik (Mix Tape)
- 1996 : Only The best (Mix Tape)
- 1997 : Ton Dj Va craquer (Mixtape)
- 1997 : Dj Netik Spécial Sud (Mix Tape)
- 2001 : We Are A & C - ARLING & CAMERON - (Scratches)
- 2002 : You Wanna Fuck What - Hypercut Compilation - DJ LOGILO
- 2003 : Concentrated Juice - PAT PANIK & NETIK - Drum n Bass & Hip Hop Mix CD
- 2004 : EI - ELECTRIC BARBARIAN- (Album de fusion jazz) - (Scratch)
- 2005 : Légendaires - DJ NETIK Feat AMBITIEUX- (Compilation Dj POSKA)
- 2007 : Champions Sound - DJ NETIK-  Mix Cd - Compilation (DMC)
- 2007 : Pay Day - Dj NETIK - (Battle Break )
- 2008 : Dark moon - MISSIL - Album - (Scratch)
- 2009 : Dernier Carat - AMBITEUX - (Production & Scratch)
- 2011 :  L'étude de K - KENYON (Scratch)
- 2011 :  Projet no 5 - SIMBA -  (Scratch)
- 2011 : Blood Bath EP- DJ NETIK Feat MC YOUTHSTAR
- 2011: First Stroke - Intro de l'album - ELISA DO BRASIL
- 2012 : Rainy Days - DJ NETIK  - Compilation Rain City
- 2012 : A l'Eau De Javel - ANAIS - Album (Arrangements & Productions additionnelles)
- 2012 : Le Banquet - C2C- (Scratch Featuring)
- 2012 : Magic Super Love - BIGA RANX - (DJ NETIK Remix )
- 2013 : Capocannoniere- LEXXCOOP - (Production & Scratch)
- 2013 : Kyrie - AUFGANG - (DJ NETIK Remix )
- 2013 : Strangers - JUVENILES - (DJ NETIK Remix)
- 2013 : Magic Number - ZENZILE & WINSTON MACANUFF - (NETIK & NOXIOUS NO Remix)
- 2014 : D.R.H - ANAIS - (Production - Arrangements

## Participations
- 2007 : 9 Km 450, il réalise le titre Sainte-Anne[33],[34]